# Weltmeisterschaften im Trampolinturnen 1965
Die 2. Weltmeisterschaften im Trampolinturnen fanden am 30. Januar 1965 in der Royal Albert Hall in London, England statt.

## Ergebnisse

### Männer Einzel
| Rang | Land               | Turner        |
| ---- | ------------------ | ------------- |
|      | Vereinigte Staaten | Gary Erwin    |
|      | Vereinigte Staaten | Frank Schmitz |
|      | Vereinigte Staaten | Wayne Miller  |

### Thumbling Männer
| Rang | Land               | Turner        |
| ---- | ------------------ | ------------- |
|      | Vereinigte Staaten | Frank Schmitz |
|      |                    |               |
|      |                    |               |

### Synchron Mixed
| Rang | Land                   | Turner                        |
| ---- | ---------------------- | ----------------------------- |
|      | Vereinigte Staaten     | Gary Erwin Frank Schmitz      |
|      | Deutschland            | Helga Flohl Michael Budenberg |
|      | Vereinigtes Königreich | Lnyda Ball Frank Schmitz      |

### Damen Einzel
| Rank | Land               | Turnerin       |
| ---- | ------------------ | -------------- |
|      | Vereinigte Staaten | Judy Wills     |
|      | England            | Beverly Averyt |
|      | Vereinigte Staaten | Frank Schmitz  |

### Thumbling Damen
| Rang | Land               | Turner     |
| ---- | ------------------ | ---------- |
|      | Vereinigte Staaten | Judy Wills |
|      |                    |            |
|      |                    |            |

### Medaillenspiegel
| Rang | Nation                 | Gold | Silber | Bronze | Gesamt |
| ---- | ---------------------- | ---- | ------ | ------ | ------ |
| 1    | Vereinigte Staaten     | 5    | 1      | 2      | 8      |
| 2    | Vereinigtes Königreich | –    | 1      | 1      | 2      |
| 2    | Deutschland            | –    | 1      | –      | 1      |